# Majagual
Majagual, es un municipio colombiano del departamento de Sucre ubicado en la subregión de La Mojana. Es conocido como «El Corazón de La Mojana».
Ubicado en el Caribe Colombiano, en el sur del departamento de Sucre, con una extensión de 876 km² de jurisdicción, su cabecera municipal está situada sobre la ribera derecha del río Mojana, que recorre el territorio hasta la vereda Corredor dónde ya inicia la jurisdicción del municipio de Sucre, y dónde el mojana recorre hasta su desembocadura en el San Jorge. 
Es una región de gran abundancia agrícola y ganadera, destacándose el cultivo de arroz, caña de azúcar, maíz, yuca, patilla, auyama, plátano. Una de sus vías fluviales es el canal Morro Hermoso, que sirve como medio de transporte, especialmente en épocas de lluvia cuando se torna navegable. Como muchos municipios de la región requiere articulación con el campo.

## Historia
En 1750 fue fundado por Andrés Antonio Sampayo, Francisco Álvares de Celis y Antonio Rada, quienes eran habitantes del antiguo pueblo llamado Ojo Largo, que por la obstrucción del caño del Arrastradero se vieron obligados a abandonarlo y fundar un nuevo pueblo. En 1787 fue refundado por el padre Joseph Palacios de La Vega con el nombre de San José de Majagual, obedeciendo al mandato del Arzovispo-Virrey Antonio Caballero y Góngora, quien poco antes había recorrido la región de La Mojana. El padre Joseph Palacios de La Vega fue quien llevó al municipio la primera imagen de San José, que desde entonces es el santo patrono del municipio.
En el siglo XVIII Magangué y Majagual eran puertos estratégicos de comunicación entre los ríos San Jorge, Cauca y Magdalena. En Majagual era muy importante el caño Mojana, ya que comunicaba el Cauca con el San Jorge y este con el Magdalena, ruta importante entre la región de Antioquia y el puerto de Cartagena de Indias. Por esta razón, el gobierno virreinal mantuvo de manera permanente una guarnición militar en aquellas plazas con el fin de controlar cualquier intento de contrabando inglés que se pretendiera introducir al interior del Virreinato por estas vías.
Magangué y Majagual plazas consideradas de gran importancia por las guerrillas independentistas durante el proceso de separación de España. Fue así como el entonces general José María Córdoba ordena al capitán Manuel Dimas del Corral, originario de Santa Fe de Antioquia, quien venía por el Cauca desde Nechí, tomarse por la fuerza a San José de Majagual; éstos venían desde Antioquia y tenían como destino las sabanas de Corozal, pasando por Magangué. 
El 19 de mayo de 1820 se produce un encuentro entre las guerrillas independentistas y las tropas realistas y se libra una de las más importantes batallas del bajo Cauca, la cual es ganada por los independentistas. Los hombres liderados por los criollos utilizaron una táctica militar ingeniosa, lo que conllevó a su rotundo éxito. El capitán Manuel Dimas del Corral ordenó construir varias balsas de guaduas y madera sobre las cuales se colocaron muñecos de trapo, faroles y mechones, y el 20 de mayo de 1820 ordenó dejar correr las balsas por el río Mojana. El ejército realista, al ver la flota, se imaginó que en ella viajaban los independentistas y abrieron nutrido fuego de fusilería sobre el supuesto ejército; el tiroteo fue disminuyendo hasta cesar en absoluto; entonces Manuel Dimas del Corral le gritó a sus compañeros: «¡Se les acabó la munición a los Chapetones, ahora, sobre ellos!». Al ejército realista le fue imposible defenderse ante esta emboscada; unos murieron en combate y otros alcanzaron a huir río abajo; algunos se arrojaron al río Mojana donde se ahogaron y la mayoría fueron tomados prisioneros. El general Córdoba y su gente se trasladaron y ocuparon Magangué desde donde organizaron la expedición contra Tenerife y Corozal.

## Geografía
Majagual está ubicado en la región de La Mojana, al sudeste del departamento de Sucre, en la región Caribe de Colombia. Se encuentra a una altitud de 25 metros sobre el nivel del mar, con un relieve donde predominan en su totalidad las tierras bajas, pantanosas e inundables, en las que ejerce notable influencia el aporte hídrico del río San Jorge y el sistema del Cauca. 
La continua acumulación de sedimentos fluviales caracteriza la formación geológica de esta zona. La cantidad de lluvia aumenta hacia el sudeste, considerándose valores superiores a 3.000 mm³ anuales, lo que se refleja en la vegetación predominante de bosques tropófilos con suelos desarrollados en depresión, encharcados y por consiguiente mal drenados, con planicies aluviales y de inundación aptos para la ganadería en época seca y el cultivo del arroz con obras de adecuación.

### Límites
- Norte: con el municipio de Sucre, en las localidades del Bajo de la Pureza, Corredor y Machetón.
- Sur: con el municipio de Guaranda en el lugar conocido como la Boca del Canal.
- Oriente: con el municipio de Achí, Bolívar, en caño de Ojo Largo.
- Occidente: con el municipio de San Benito Abad en el caño de Los Remolinos y el sitio conocido como Las Mellas.
- Suroccidente: con el municipio de Ayapel, Córdoba en la finca Santa Elena, parcelas Nuevo Mundo ubicados en la vereda La Mina.

### Posición astronómica
Latitudinalmente Majagual está ubicado en el paralelo 8° 33 minutos de latitud norte, longitudinalmente se encuentra en el meridiano 74° de longitud occidental.

### Hidrografía
La red hidrográfica de Majagual está determinada por las características invernales y su permanencia está afectada por los cambios que el hombre produce en la vegetación primaria. La red de agua en el municipio de Majagual se convierte además en la única alternativa vial de la zona.
El sistema hídrico del municipio de Majagual hace parte de la llamada Depresión Momposina, que comprende los departamentos de Bolívar, Sucre y Córdoba, más exactamente en la zona de La Mojana, cuya formación se caracteriza por numerosos caños, quebradas y ciénagas que permanecen la mayor parte del invierno inundando el territorio mojanero.
Los campos de Majagual han sido considerados como unos de los más importantes de la costa Caribe colombiana, a lo que se suma la gran fertilidad de sus subsuelos. Entre las redes hidrográficas más importantes se encuentran: el caño Mojana, que nace en la llamada Boca del Cura sobre el río Cauca y pasa por los municipios de Guaranda, Majagual y Sucre, en un recorrido de 90 km hasta la Boca de San Antonio sobre el río San Jorge; el caño de Los Deseos, El Ventanilla, El Ciego, Gramalotico, Tortuga, Cucharal, Las Martas, Coroncoro, Santa Rita, Los Galápagos, Rabón, Bocas de las Mujeres y Caño Tómala. 
Entre las quebradas más importantes se encuentran: La Sangre, Las Demetrias, Las Palmitas y la de Río Frío. Las ciénagas más importantes son: la de La Mojanita, la de Pizza, Aguas Turbias, La Sola, Guayabal, Boca de las Mujeres, La Florida, San Cayetano, Zapata y la Ciénaga de La Sierpe.
Majagual posee un potencial para la explotación de la piscicultura o pesca de cautiverio, habilitando las ciénagas como estanques. La actividad pesquera en el municipio se da a nivel de sustento familiar, en una forma artesanal y se realizan en épocas de invierno, siendo las especies más comunes el bocachico, el moncholo, la mojarra, el blanquillo, la trucha y el viejito, entre otras.

## División Político-Administrativa
Aparte de su Cabecera municipal. Majagual tiene bajo su jurisdicción los centros poblados:
- Boca de Las Mujeres
- Coroncoro
- El Indio Nuevo
- El Naranjo
- El Palomar
- La Sierpe
- Las Palmitas
- León Blanco
- Los Patos
- Miraflores
- Palmarito
- Piza
- Pueblo Nuevo
- Rio Frio
- San Roque
- Santander
- Sincelejito
- Tomala
- Zapata

## Economía

### Época virreinal
Durante la época virreinal, el cultivo de la caña de azúcar constituyó el renglón más importante de la economía majagualera, y es que, en efecto, la caña de azúcar, traída por Cristóbal Colón al continente americano, se convirtió en el producto clave para la economía campesina y posteriormente como materia prima de muchas industrias de gran importancia para la economía del Imperio español.
La caña de azúcar fue cultivada en primera instancia en pequeñas parcelas, posteriormente en estancias y luego en haciendas que fueron apareciendo como consecuencia de la implantación de la política virreinal de los repartimientos de tierras. Además hay que destacar en el renglón económico la ganadería y el uso intensivo del suelo.
A diferencia de otros cultivos como el algodón y el arroz, el de la caña de azúcar por su bajo costo de producción, se mantuvo como patrimonio de los pequeños y medianos parceleros, fenómeno que le permitió al campesino obtener algunas ganancias de su explotación artesanal en la fabricación de panelas de hoja y mieles para la elaboración
de aguardientes y ñeque. Además, el cultivo permitió desarrollar una gran fuerza de trabajo asalariado de gran importancia para el fortalecimiento y prosperidad de la población de Majagual.

### sigloXIX
A partir de la segunda mitad del siglo XIX, además del cultivo de la caña de azúcar aparecieron otros fundamentos económicos como el cacao, el maíz, el tabaco y el arroz; todo esto complementado con la pesca, la explotación maderera y la minería.
Después de este período, se inicia en Majagual un proceso de crecimiento institucional y urbanístico impulsado por los sectores de producción.

### SiglosXXyXXI
A comienzos del siglo XX, más específicamente en el año 1916, una inesperada creciente arrasó con los cultivos y el ganado, dando origen en la región a una gran pobreza, la que se repetiría en años posteriores; y fue así como la llamada bonanza panelera fue el fenómeno socioeconómico más importante de la región.
Los cambios climatológicos también hacen su aporte a la economía majagualera después de un periodo de sequía, y con la abertura del canal de Morro Hermoso se logra subsanar la problemática. Pero lo que al principio fue alternativa de solución, se convirtió en un gran problema debido a las inundaciones constantes, por lo cual en la década de los años treinta se dan grandes constantes en la región. 
El río Cauca abonó ciénagas y caños, entonces el cultivo del arroz pasó a ser el preferido de los agricultores; por primera vez el cierre de la Boca del Cura se plantea como una necesidad regional. Es por ello que hoy por hoy el principal sostén económico de Majagual y en general de la región de la Mojana es el cultivo de este cereal; complementado con la ganadería y la pesca, y en un segundo plano el cultivo del sorgo y el maíz.

## Turismo
Entre los lugares de interés se destaca la iglesia parroquial de San José de Majagual, construida en estilo neogótico. El remodelado parque Manuel Dimas Del Corral, centros recreacionales tales como " Centro Recreacional Paraíso Campestre" ubicado en la vereda El Paraíso vía Guaranda, "Centro Recreacional Cocomono" ubicado en la vereda La Ladera vía Guaranda también.  

## Educación superior
- Escuela Normal Superior de La Mojana

## Vías de comunicación

### Terrestres
Majagual se comunica con los municipios de Guaranda, San Marcos y Sucre (Sucre) por la vía Las Palmitas- El naranjo, así como por la virgencita via el cauchal. Además se puede llegar hasta el municipio de Achí (Bolívar), en el departamento de Bolívar. Actualmente la vía de Las Américas une la región de La Mojana con el centro de Colombia, permitiendo un tránsito mucho más rápido sin necesidad de recurrir a la vía fluvial.

### Fluviales
Por el Caño Mojana se comunica con los municipios de Sucre (Sucre) y se puede llegar hasta el municipio de Magangué (Bolívar) luego que el caño Mojana desemboque en el río San Jorge y este, a su vez lo haga en el río Magdalena. Este caño permanece seco durante gran parte del verano sobre todo en la zona del municipio de Majagual, haciendo imposible el transporte fluvial. Durante el invierno se viaja en un medio de transporte conocido en la región con el nombre de "chalupas" que son lanchas con motores fuera de borda  de alto cilindraje que transportan en promedio 20 pasajeros.

## Estructura organizacional municipal
| Majagual     | Majagual    | Majagual                   |
| Departamento | Código DANE | Categoría municipal (2023) |
| ------------ | ----------- | -------------------------- |
| Sucre        | 70429       | Sexta                      |

- Personería: Es un centro del Ministerio Público de Colombia que ejerce, vigila y hace control sobre la gestión de las alcaldías y entes descentralizados; velan por la promoción y protección de los derechos humanos; vigilan el debido proceso, la conservación del medio ambiente, el patrimonio público y la prestación eficiente de los servicios públicos, garantizando a la ciudadanía la defensa de sus derechos e intereses.

- Concejo Municipal: Es la suprema autoridad política del municipio. En materia administrativa sus atribuciones son de carácter normativo. También le corresponde vigilar y hacer control político a la administración municipal. Se regulan por los reglamentos internos de la corporación en el marco de la Constitución Política Colombiana (artículo 313) y las leyes, en especial la Ley 136 de 1994 y la Ley 1551 de 2012.

Constituido por 13 concejales por un periodo de 4 años. 
- Alcaldía Municipal: En esta se encuentra la administración municipal y las entidades descentralizadas del municipio.

El Alcalde se pronuncia mediante decretos y se desempeña como representante legal, judicial y extrajudicial del municipio. El actual Alcalde municipal es Luis Sampayo Manrique (2024-2027), elegido por voto popular.
- JAL.